# Piot Moto
Piot Moto was een Zwitsers bedrijf, eigendom van Gilbert Piot, dat gespecialiseerd is in het verbouwen van motoren, waarbij veel gebruik wordt gemaakt van koolstofvezel. Het bedrijf bestond nog in 1994.